# Chop Suey (série télévisée)
Pour les articles homonymes, voir Chop suey (homonymie).
Chop Suey est une série télévisée humoristique québécoise de 25 minutes scénarisée par Ginette Tremblay et Christian Fournier, diffusée entre le 1er septembre 1987 et le 1er décembre 1994 sur le réseau TVA.

## Synopsis
Les trois personnages principaux de la série étaient Hélène Gagnon, Claude Jobin et Judith Létourneau. Toutes les trois étaient colocs et partageaient un appartement. Les intrigues tournaient autour de la vie des trois personnages, de leurs amours et de leur travail. Au tout début de la série, les filles étaient étudiantes au cégep et ont évolué sur le marché du travail.

## Fiche technique
- Scénaristes : Christian Fournier et Ginette Tremblay
- Réalisation : Gaétan Bénic, Jean-Louis Sueur et Claude Colbert
- Société de production : Télé-Métropole

## Distribution
- Anne Bédard : Claude Jobin
- Valérie Gagné : Hélène Gagnon-Jobin
- Isabelle Miquelon : Carmen St-Pierre
- Marie-Soleil Tougas : Judith Létourneau
- Marcel Leboeuf : Jean Côté
- Michel Daigle : Jean-Maurice Gagnon
- Louisette Dussault : Micheline Gagnon
- Sébastien Dhavernas : Bob Labelle
- Jean-Jacqui Boutet : Yves Jobin
- Marc Labrèche : Walter Blais #1 (1991-92)
- Guy Jodoin : Walter Blais #2 (1992-94)
- Antoine Durand : Pierre-Marc Giroux
- Suzanne Champagne : Maryse Baril-Côté
- Mariette Duval : Agathe Potvin
- Cédric Noël : Fabrice Lafond
- Pascal Auclair : Henri
- Bernard Fortin : Gabriel Piedmond
- Marjolaine Lemieux : Renée D'Amour
- Marie-Chantal Perron : Clémence Pistacchio
- Robert Harding : Christopher York
- Thinh Nguyen-T : Tsung
- Katherine Adams : Nicole
- Vincent Leduc-Massey : Jean-Junior Baril-Côté
- Guillaume St-Martin : Martin St-Pierre
- Janine Sutto : Cliente de Carmen
- Marcel Gauthier : Victor Pépin
- Pascal Rollin : Amoureux
- Catherine Lachance : Charlotte
- Donald Pilon : Olivier Larivière